# Samuel Kuffour
Pour les articles homonymes, voir Osei et Kuffour.
Samuel Osei Kuffour, né le 3 septembre 1976 à Kumasi (Ghana), est un footballeur ghanéen, qui évolue au poste de défenseur. Il est l'un des joueurs africains les plus titrés du Continent.
Réputé pour sa grande puissance physique, il est connu avant tout pour sa carrière dans le club allemand du Bayern Munich, dont il porte le maillot pendant plus de dix ans. Avec soixante-treize participations en Ligue des champions de l'UEFA, il est l'un des Africains qui a disputé le plus de matches dans cette compétition[réf. nécessaire].
Sélectionné à cinquante-neuf reprises en équipe du Ghana entre 1993 et 2006 (pour trois buts), Osei Kuffour participe notamment à la Coupe du monde de football de 2006.

## Carrière
Né à Kumasi, Kuffour est repéré à l'âge de 15 ans par les Italiens du Torino FC alors qu'il évolue dans les rangs du King Faisal Babes, petit club de sa ville natale, après avoir été formé au Fantomas Kumasi de 1983 à 1990. Après deux ans dans le Piémont où il ne porte jamais le maillot de l'équipe première, il signe au Bayern Munich durant l'été 1993. Le 2 novembre 1994, Kuffour, âgé de 18 ans et 61 jours, devient le plus jeune défenseur à marquer un but en Ligue des champions de l'UEFA, face au FK Spartak Moscou. Après deux saisons comme remplaçant, il est prêté une saison au FC Nuremberg, en deuxième division. À son retour, il s'impose comme un joueur important du Bayern, régulièrement titulaire. 
Kuffour fait partie du groupe munichois qui a atteint la finale de l'édition de Ligue des champions de l'UEFA 1998-1999. Il est titulaire en défense au cours de la spectaculaire finale, marquée par l'incroyable finish de Manchester United Football Club qui l'emporte 2-1 sur le fil. Deux ans plus tard, il participe grandement au succès du club lors de l'édition 2000-2001 de la Ligue des champions et inscrit le but victorieux lors du succès du Bayern (1-0) contre CA Boca Juniors en Coupe intercontinentale la saison suivante. Il est d'ailleurs nommé joueur du match ce jour-là. En 2001, il termine également second lors de l'élection du meilleur joueur africain de l'année (le Ballon d'or africain) derrière le Lensois El Hadji Diouf, deux ans après avoir été le dauphin du Nigérian Nwankwo Kanu.
Après onze saisons en Allemagne et 175 rencontres en Bundesliga, il rejoint le championnat italien et l'AS Roma. Il signe pour trois saisons mais ne porte le maillot de l'équipe romaine que lors de la saison 2005-2006. Après 21 matches, il est en effet prêté à Livourne pour la saison 2006-2007. Le club toscan termine à la 11e place et Kuffour joue 18 matches. Après un transfert raté à Sunderland et un retour infructueux à la Roma où il n'entre pas dans les plans de l'entraineur, Luciano Spalletti, il change de nouveau de championnat. Le 28 janvier 2008, il est officiellement prêté à l'Ajax Amsterdam pour six mois (avec une option d'achat de deux ans). Hors de forme, il ne joue que deux matches sous les couleurs du club néerlandais. 
Après cette expérience malheureuse aux Pays-Bas, il annonce en août 2008 son départ dans le Championnat russe au FK Khimki. Pourtant le 10 septembre, son agent annonce la fin de la carrière de son protégé. Le Ghanéen change à plusieurs reprises sa décision. Après avoir été proche de rejoindre le Fire de Chicago qui évolue en MLS en janvier 2009, Kuffour signe en avril 2009 au Ghana à l'Asante Kotoko Kumasi.
Il prend finalement sa retraite le 25 décembre 2011 lors d'un jubilé qui oppose l'équipe du Ghana face à une sélection des amis de Kuffour.

### Sélections
International ghanéen pendant 13 ans, Kuffour a obtenu sa première sélection à l'âge de 17 ans, le 28 novembre 1993 contre le Sierra Leone. Il a été sélectionné dans toutes les catégories d'âge (juniors, espoirs, équipe envoyée aux Jeux olympiques en 1992) et a pris le capitanat de l'équipe A dès ses 23 ans.
En juniors, il fait partie de l'équipe qui atteint la Finale de la Coupe du monde de football des moins de 17 ans 1993 au Japon. La même année, il est surclassé et participe à la Coupe du monde de football des moins de 20 ans 1993 en Australie. De nouveau, le Ghana s'incline en finale.
Aux Jeux olympiques d'été de 1992, il décroche avec le Ghana la médaille de Bronze du tournoi Olympique et devient par là-même le plus jeune médaillé de ce sport aux Jeux olympiques dans ce sport à l'âge de 15 ans.
Kuffour a également participé à l'édition de la Coupe du monde de football de 2006. Mais une erreur défensive de sa part lors du premier match de son équipe contre l'Italie l'envoie sur le banc jusqu'à la fin de la compétition. Le Ghana est surclassé en huitièmes de finale (0-3) par le Brésil.
À la fin de sa carrière internationale, il compte 59 sélections et 3 buts avec le Ghana entre 1993 et 2006. Le 17 janvier 2007, la Confédération africaine de football (CAF) le désigne comme faisant partie des 30 meilleurs joueurs africains de l'Histoire.

## Palmarès
- Vainqueur de la Coupe intercontinentale en 2001 avec le Bayern Munich
- Vainqueur de la Ligue des champions en 2001 avec le Bayern Munich
- Champion d'Allemagne en 1997, 1999, 2000, 2001, 2003 et 2005 avec le Bayern Munich
- Vainqueur de la Coupe d'Allemagne en 2000 et 2003 avec le Bayern Munich
- Médaille de bronze aux Jeux olympiques de 1992 avec l'équipe du Ghana.